# Давлет-Агач
Давле́т-Ага́ч — проміжна залізнична станція 5-го класу Одеської дирекції Одеської залізниці на лінії Арциз — Ізмаїл між станціями Арциз (16 км) та Главані (11 км). Розташована за 3 км від села Новоселівка Болградського району Одеської області.
У розкладі руху на 2019/2020 роки на станції зупинка нічного швидкого поїзда «Дунай» не передбачена.

## Історія
Станція відкрита 1941 року в складі залізниці Арциз — Ізмаїл.